# 女坂
女坂（おんなざか）とは、東山七条にある智積院と妙法院の間から東方向の阿弥陀ヶ峰へ延びていく坂道のことである。周辺に京都女子中学校・高等学校、京都女子大学などの校舎が並ぶ。

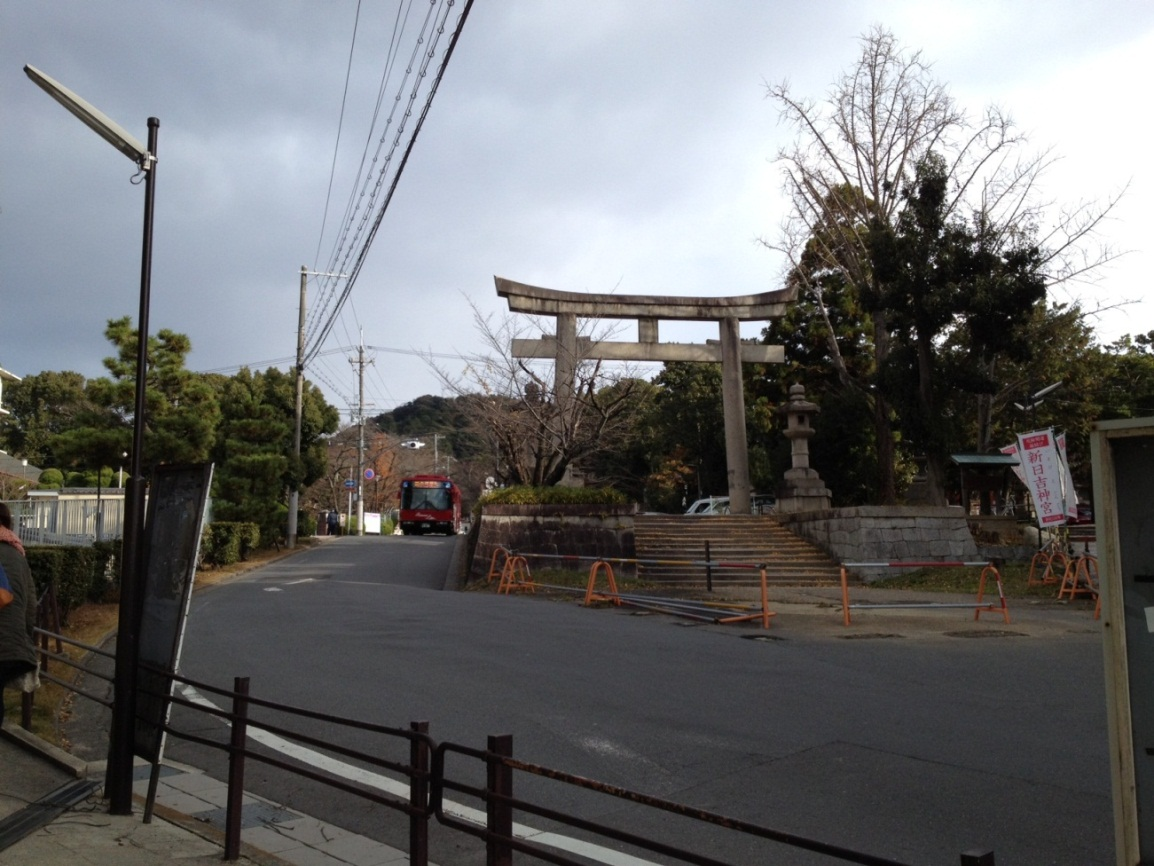
女坂の中間部。左手側に京都女子中学・高校の校舎が見える。

## 概要
京都女子中学校・高等学校、京都女子大学へと朝夕に大勢の女子生徒や学生が上り下りするため、その通学路が親しみを込めて「女坂」と呼ばれている。距離は408m 、高低差は25.41m。
入り口には「豊国廟参道」の石柱があり、豊臣秀吉の墓である豊国廟への道として使われていた。この坂道には2005年に運行を開始した京都女子大学行きの路線バス「プリンセスラインバス」が通っている。それまではこの坂道にバス路線はなく、坂の下の東山七条バス停からは今以上に多くの女子生徒や女学生が登下校していた。
いつから呼ばれているかは不明だが、京都女子学園の創立70周年の記念冊子（1979年、昭和54年発行）に「女坂」の文字が登場している。